# 楠橋站

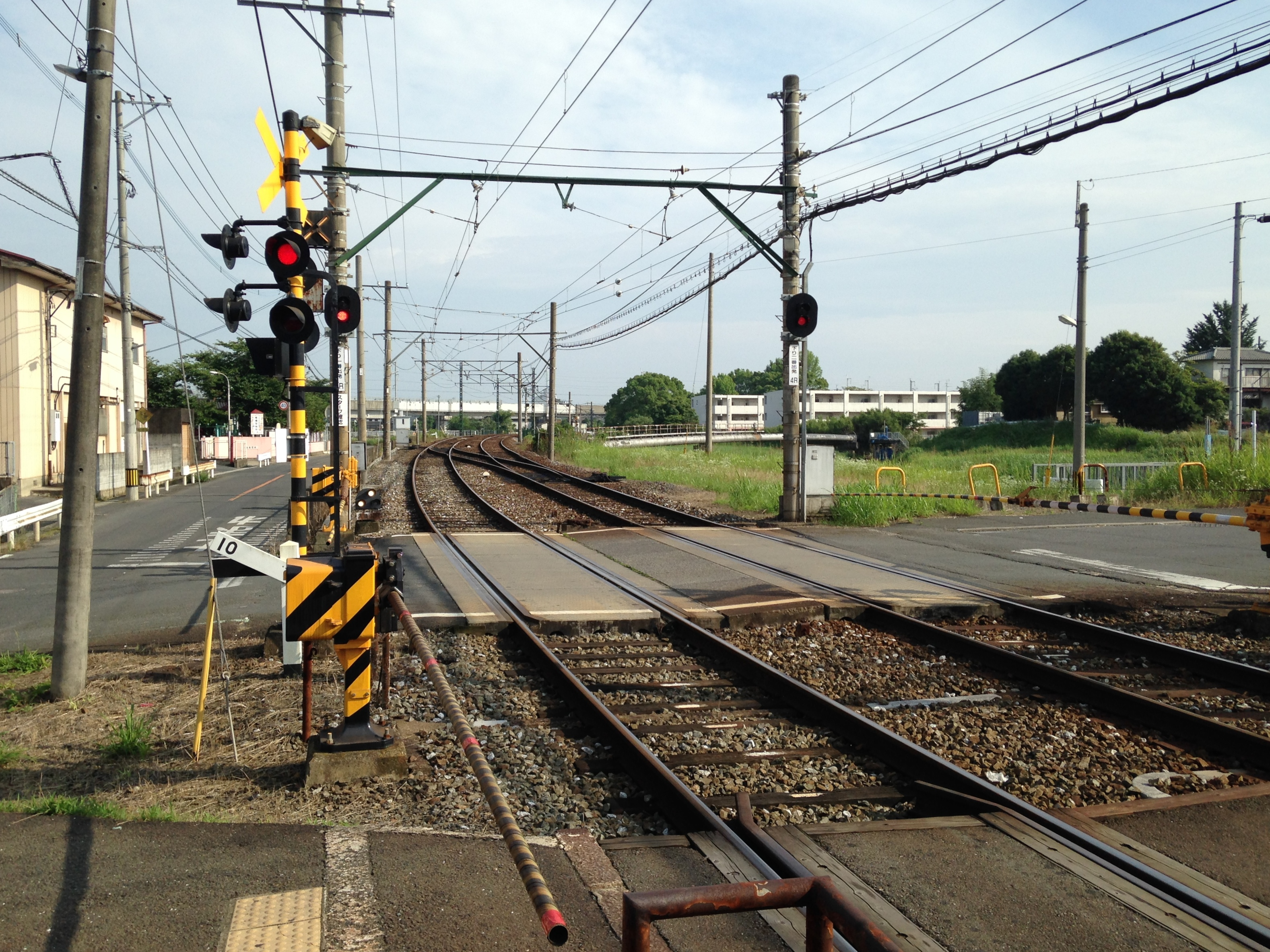
站前平交道(2016年6月)

楠橋站（日语：／ Kusubashi eki */?）是位於福岡縣北九州市八幡西區楠橋下方，屬於筑豐電氣鐵道筑豐電氣鐵道線車站。車站編號為CK16。站內設有電車營業所和楠橋車廠。

## 歷史
- 1958年（昭和33年）4月29日 - 車站啟用。
- 1959年（昭和34年）10月 - 楠橋車廠落成。
- 1999年（平成11年）1月11日 - 電車營業所由黑崎車庫前站遷移至此處。

## 車站構造
本站是地面車站，設有2面2線的相對式月台。此站是無人車站，站內設有楠橋電車營業所和車廠，也設有營業所、失物認領處和定期票、回數票售票處。此站會有乘務員進行交班。
在平日早上黃昏和星期六及假日早上，來自黑崎站前方向的部分列車會於此站折返。早上和深夜設有出廠和回廠班次，這些班次行走於此站至筑豐直方站之間。由於路軌配置設計所限，筑豐直方方向月台不可直接進行車廠，從此站出發前往筑豐直方的列車會在黑崎站前方向月台出發。

### 月台
| 月台 | 路線        | 方向                 | 備註 |
| ---- | ----------- | -------------------- | ---- |
| 1    | ■筑豐電鐵線 | 木屋瀨、筑豐直方方向 |      |
| 2    | ■筑豐電鐵線 | 永犬丸、黑崎站前方向 |      |

※實際上沒有月台編號，上述的編號只用作列車運輸指令上使用。

## 楠橋車廠
車廠於1959年10月17日落成，為筑豊電鐵唯一車廠。當初只有2線，於1962年增設3、4號線，1976年增設5、6號線。車輛會在該處進行日常檢査。車廠內沒有工場，全面檢査和重要部分檢査方面，1992年前會在西鐵北九州線砂津工場，以後會在黑崎工場處處理。

## 使用狀況
在2019年度，1日平均上下車人次為530人。

## 車站周邊
車站周邊設有田園地帶。
- 專福寺
- 豐前坊池
- 楠橋幼稚園
- 廣旗八幡社
- 真樂寺
- 楠橋下方公民館
- 福岡縣道280號植木上上津役線（日语：福岡県道280号植木上上津役線）

## 相鄰車站
筑豐電氣鐵道
筑豐電氣鐵道線
筑豐香月（CK15）－楠橋（CK16）－新木屋瀨（CK16）

## 注腳
1. ↑  鉄道事業｜企業・グループ情報《西鉄について》 （页面存档备份，存于）（日語） 令和元年度 駅別乗降人員